# American Animals
American Animals is een Amerikaans-Britse film uit 2018, geschreven en geregisseerd door Bart Layton.

## Verhaal
Lexington, Kentucky in 2004. Spencer en Warren komen uit de middenklasse en volgen college in dezelfde stad terwijl ze ervan dromen om iets speciaal van hun leven te maken. Tijdens een rondleiding in school wordt Spencer een zeldzame boekencollectie getoond. Wanneer hij hierover vertelt aan zijn vriend Warren denken ze hun droom te laten uitkomen door de meest gedurfde kunstroof in de geschiedenis uit te voeren door de collectie van de schoolbibliotheek te stelen. Ze zijn overtuigd dat ze hier net als in een film ongestraft mee wegkomen en kunnen twee vrienden overhalen met hen mee te doen.

## Rolverdeling
| Acteur           | Personage        |
| ---------------- | ---------------- |
| Evan Peters      | Warren Lipka     |
| Barry Keoghan    | Spencer Reinhard |
| Blake Jenner     | Chas Allen       |
| Jared Abrahamson | Eric Borsuk      |
| Ann Dowd         | Betty Jean Gooch |
| Udo Kier         | Mr. Van Der Hoek |

## Productie
In november 2016 werd bekendgemaakt dat Evan Peters de hoofdrol zal spelen in American Animals, een heistfilm van Bart Layton, gebaseerd op een waargebeurd verhaal in Kentucky in 2004. In februari 2017 werden na Evan Peters ook Blake Jenner, Barry Keoghan, Jared Abrahamson, Ann Dowd en Udo Kier aan de cast toegevoegd. De filmopnamen gingen dezelfde maand van start in Charlotte (North Carolina). In maart 2017 werd er twee weken gefilmd op het Davidson College in North Carolina.
American Animals ging op 19 januari 2018 in première op het Sundance Film Festival in de U.S. Dramatic Competition.